# Luis Razo
Luis Salvador Razo Miranda (ur. 6 grudnia 1993 w Irapuato) – meksykański piłkarz występujący na pozycji napastnika, od 2022 roku zawodnik Mineros.